# Acacia chariessa
Acacia chariessa är en ärtväxtart som beskrevs av Milne-redh. Acacia chariessa ingår i släktet akacior, och familjen ärtväxter. Inga underarter finns listade i Catalogue of Life.